# André Thérive
André Thérive (* 19. Juni 1891 in Limoges; † 4. Juni 1967 in Paris) war ein französischer Journalist, Schriftsteller, Literaturkritiker, Essayist und puristischer Sprachpfleger.

## Leben
Roger Puthoste, alias André Thérive, war Literaturkritiker der Tageszeitung Le Temps (Frankreich). Er schrieb zahlreiche Romane (im Stil des literarischen Populismus) und literarhistorische Werke. Als Teilnehmer des Ersten Weltkriegs in seiner ganzen Länge publizierte er Erinnerungen und begleitete auch die weitere französische Zeitgeschichte (namentlich das Kollaborationsproblem) mit Essais, die z. T. unter Pseudonymen erschienen. 

In der Romanistik ist Thérive bekannt als militanter Sprachpurist, der in dem Buch Le français, langue morte? (Paris 1923) das Einfrieren des geschriebenen Französisch zu einer toten Sprache forderte, Gipfelpunkt der metasprachlichen Lebensferne des französischen Purismus, wie sie bis in die Gegenwart auch durch die Académie française verkörpert wurde.

## Werke

### Sprachpflege
- Le Français, langue morte ?, Paris 1923
- (mit Jacques Boulenger) Les Soirées du Grammaire-club, Paris 1923
- Querelles de langage, 3 Bde., Paris 1929–1940
- Libre histoire de la langue française, Paris 1954
- Clinique du langage, Paris 1956
- Procès de langage, Paris 1962

### Romane und Novellen
- L’expatrié. Roman, Paris 1921
- Le Voyage de M. Renan. Roman, Paris 1922
- Le plus grand péché, Paris 1924  (Les Cahiers verts)
- La revanche. Roman, Paris 1925
- Les Souffrances perdues, roman, Paris 1927
- Sans âme. Roman, Paris 1928
- Le charbon ardent, Paris 1929
- Anna. Roman, Paris 1932
- Fils du jour. Roman, Paris 1936
- Coeurs d’occasion, Paris 1937
- La fin des haricots. Roman, Paris 1938
- Tendre Paris, Paris 1944
- Comme un voleur. Roman, Genf 1947
- (Pseudonym: Zadoc Monteil), Francfort-sur-Oise, roman, Paris 1947
- Les voix du sang. Histoire vraie, Paris 1955
- L’Homme fidèle, Paris 1963
- Le baron de paille, Paris 1965

### Christentum
- Les portes de l’enfer, Paris 1924
- Le Troupeau galeux. Chronique véritable d’Antoinette Bourignon, Paris 1934
- Christianisme et lettres modernes 1715–1880, Paris 1958 (italienisch: Catania 1959)
- Entours de la foi, Paris 1966

### Verarbeitung der zeitgeschichtlichen Erlebnisse
- Frères d’armes, Paris 1930
- Noir et or, Paris 1930 (Kriegserinnerungen)
- Chantiers d’Europe, Paris 1933
- (Pseudonym: Romain Motier), Traité de la délation, Paris 1947
- L’envers du décor 1940–1944, Paris 1948
- (Pseudonym: Candidus d’Isaurie), Vie de Phocion, Paris 1948
- (Pseudonym: Romain Motier), Traité de l’intolérance, Paris 1948
- Essai sur les trahisons. Préface de Raymond Aron, Paris 1951
- Écrevisse de rempart. La défaite de Verdun, Avignon 1969